# USS Fort Worth (LCS-3)
USS Fort Worth (LCS-3) – amerykański okręt do walki w strefie przybrzeżnej typu Freedom, drugi okręt tego typu. Okręt jako pierwszy w historii US Navy otrzymał imię teksańskiego miasta Fort Worth.

## Historia
Stocznia Marinette Marine zamówienie na drugą jednostkę typu Freedom otrzymała 23 marca 2009 roku. Wcześniej, bo 6 marca 2009 roku ogłoszono, jaką nazwę będzie nosiła nowa jednostka. Uroczyste rozpoczęcie budowy miało miejsce 19 lipca 2009 roku. W momencie wodowania 4 grudnia 2010 roku okręt był gotowy w osiemdziesięciu procentach. Próby morskie które odbywały się na Jeziorze Michigan i zakończyły 24 października 2011 roku.
Najważniejszą zmianą w porównaniu do USS „Freedom” było wydłużenie kadłuba, co zwiększyło prędkość okrętu i zmniejszyło jego zużycie paliwa. Wejście do służby okrętu nastąpiło 22 września 2011 roku.
W styczniu 2015 roku „Fort Worth” został skierowany na wody wokół Półwyspu Koreańskiego w celu przeciwdziałania zagrożeniu ze strony min stawianych przez marynarkę wojenną Korei Północnej.

## Budowa okrętu
Modułowa konstrukcja okrętu pozwala w zależności od potrzeb przystosować go do misji przeciwminowych, przeciwpodwodnych (ZOP), zwalczania jednostek nawodnych, bądź też wsparcia jednostek lądowych i operacji sił specjalnych. Zastosowanie zaawansowanych technologii łączności pozwala na szybką wymianę informacji taktycznej z przedstawicielami innych rodzajów sił zbrojnych.